# 宁厂镇
宁厂镇，是中华人民共和国重庆市巫溪县下辖的一个乡镇级行政单位。

## 行政区划
宁厂镇下辖以下地区：
衡家涧社区、盐泉社区、猫儿滩社区、谭家墩社区、双溪村、邓家村、花栗村、好坪村、兴隆村和宝山村。